# Hermann Dietrich
Pour les articles homonymes, voir Dietrich.
Hermann Robert Dietrich est un homme politique allemand, né le 14 décembre 1879 à Oberprechtal (Grand-duché de Bade) et mort le 6 mars 1954 à Stuttgart (RFA).
Membre du DDP, il est ministre de l'Agriculture et de l'Alimentation entre 1928 et 1930, ministre de l'Économie en 1930 puis ministre des Finances entre 1930 et 1932.

## Source de la traduction
- (de) Cet article est partiellement ou en totalité issu de l’article de Wikipédia en allemand intitulé « Hermann Dietrich (Politiker, 1879) » (voir la liste des auteurs).